# Glocke (Ardillières)

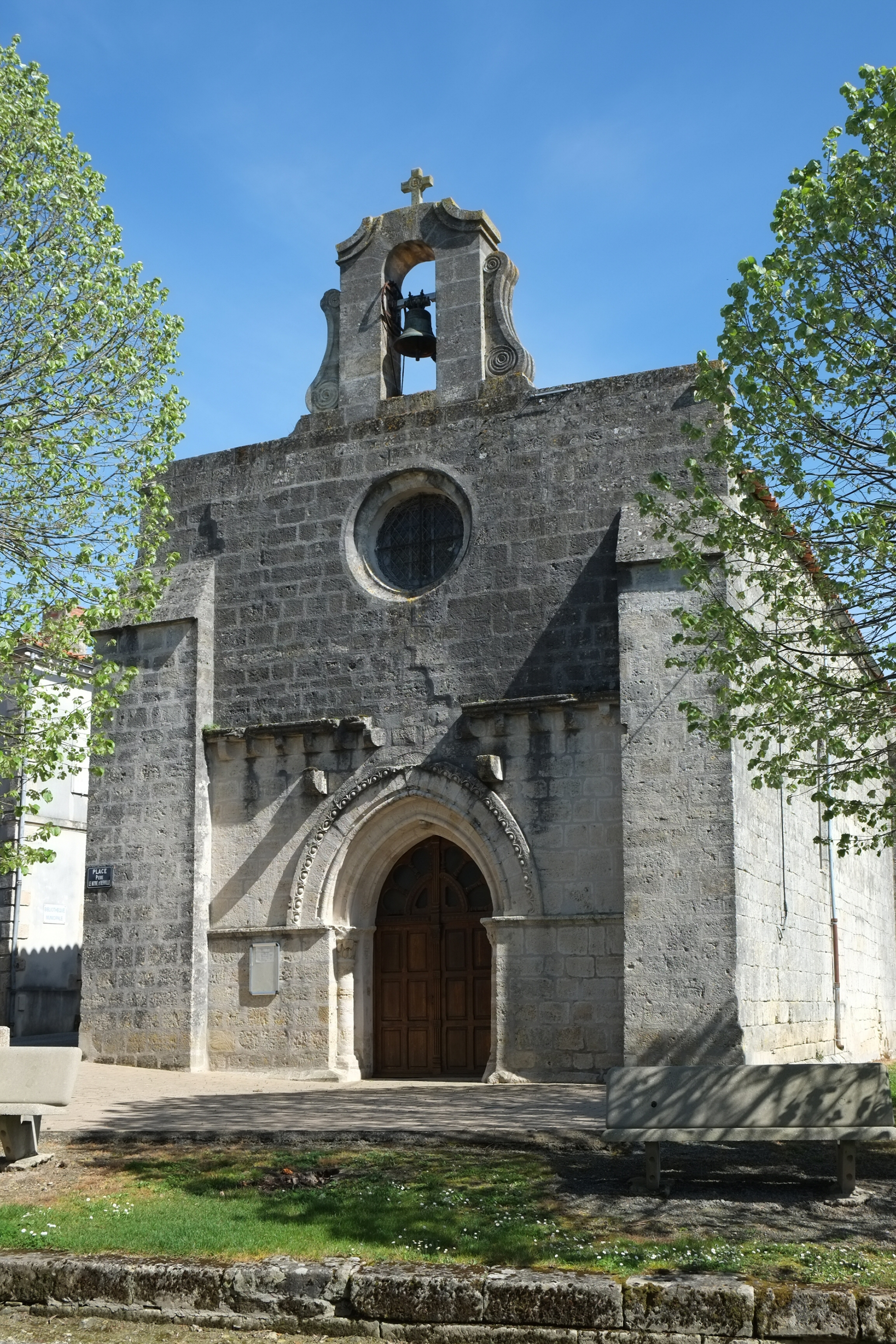
Glocke in Ardillières

Die Glocke in der Kirche St-Pierre in Ardillières, einer französischen Gemeinde im Département Charente-Maritime der Region Nouvelle-Aquitaine, wurde 1635 gegossen. Die Kirchenglocke aus Bronze ist seit 1938 als Monument historique in die Liste der geschützten Objekte (Base Palissy) in Frankreich aufgenommen.
Sie trägt folgende Inschrift: „POUR SERVIR A DIEU EN L’EGLISE ET PAROISSE DE SAINCT PIERRE D’ARDILLIERES ESTANT CURE ME PIERRE ORI. 1635“.